# Futebol Clube de Arouca
Il Futebol Clube de Arouca è una società calcistica portoghese con sede nella città di Arouca, nell'area metropolitana di Porto.
Venne fondata il giorno di natale del 1951. Nella stagione 2009-2010 vinse il campionato di terza divisione portoghese e nella stagione successiva si classificò al secondo posto nella serie cadetta lusitana. Nel 2012-2013, classificandosi al terzo posto in campionato raggiunge per la prima volta la massima divisione di calcio portoghese.

## Storia
Nato il giorno di Natale del 1951, l'Arouca trascorse i primi cinque decenni della sua esistenza nei campionati regionali Aveiro. In soli due anni (2006-08) è riuscito a raggiungere la terza divisione, gestito dal presentatore della televisione (RTP) Jorge Gabriel per un paio di mesi durante questo arco di tempo.
Arouca ottiene la sua quarta promozione in soli sette anni e ,alla fine del 2012-13, raggiunge la massima serie portoghese per la prima volta nella sua storia. Successivamente il Comune di Arouca assegna al club la Medaglia d'Oro al Merito per il suo risultato, con la concessione di mezzi finanziari supplementari per rinnovare ed espandere il suo stadio.

## Storico allenatori
- Acácio Figueiredo (2000–2001)
- Francisco Baptista (2001–2002)
- Artur Quaresma (2003–2004)
- Vasco Coelho (2004–2005)
- Rui Correia (2006–2007)
- Jorge Gabriel (2007–2008)
- José Pedro (2008–2009)
- Carlos Secretário (2009)
- Henrique Nunes (2009–2011)
- Vítor Oliveira (2011–2013)
- Pedro Emanuel (2013–)

## Palmarès

### Competizioni nazionali
- Segunda Divisão: 1

2009–2010
- Terceira Divisão: 1

2007–2008

### Competizioni regionali
- Aveiro campionato regionale: 1

2006–2007

### Statistiche nelle competizioni UEFA
Tabella aggiornata alla fine della stagione 2017-2018.
| Competizione                  | Partecipazioni | G | V | N | P | RF | RS |
| ----------------------------- | -------------- | - | - | - | - | -- | -- |
| Coppa UEFA/UEFA Europa League | 1              | 4 | 0 | 2 | 2 | 2  | 4  |

## Organico

### Rosa 2024-2025
Aggiornata al 19 gennaio 2025.
| N. |                           | Ruolo | Calciatore         |
| -- | ------------------------- | ----- | ------------------ |
| 1  | Portogallo (bandiera)     | P     | João Valido        |
| 2  | Guinea (bandiera)         | C     | Morlaye Sylla      |
| 3  | Spagna (bandiera)         | D     | José Fontán        |
| 4  | Uruguay (bandiera)        | D     | Matías Rocha       |
| 5  | Portogallo (bandiera)     | C     | David Simão        |
| 6  | Brasile (bandiera)        | D     | Mateus Quaresma    |
| 8  | Costa d'Avorio (bandiera) | C     | Kouassi Eboue      |
| 9  | Bielorussia (bandiera)    | A     | Uladzislaŭ Marozaŭ |
| 10 | Spagna (bandiera)         | C     | Jason              |
| 11 | Spagna (bandiera)         | C     | Miguel Puche       |
| 12 | Brasile (bandiera)        | P     | Thiago Silva       |
| 13 | Serbia (bandiera)         | D     | Boris Popovic      |
| 14 | Spagna (bandiera)         | C     | Oriol Busquets     |
| 19 | Uruguay (bandiera)        | A     | Alfonso Trezza     |
| 20 | Portogallo (bandiera)     | C     | Pedro Moreira      |

| N. |                       | Ruolo | Calciatore      |
| -- | --------------------- | ----- | --------------- |
| 21 | Giappone (bandiera)   | C     | Taichi Fukui    |
| 22 | Spagna (bandiera)     | C     | Pablo Gozálbez  |
| 26 | Brasile (bandiera)    | D     | Weverson        |
| 27 | Mali (bandiera)       | D     | Amadou Dante    |
| 28 | Portogallo (bandiera) | C     | Tiago Esgaio    |
| 31 | Senegal (bandiera)    | C     | Loum N'Diaye    |
| 39 | Portogallo (bandiera) | A     | Henrique Araújo |
| 43 | Brasile (bandiera)    | C     | Vitinho         |
| 44 | Croazia (bandiera)    | D     | Nino Galović    |
| 50 | Turchia (bandiera)    | A     | Güven Yalçın    |
| 58 | Germania (bandiera)   | P     | Nico Mantl      |
| 73 | Portogallo (bandiera) | D     | Chico Lamba     |
| 78 | Portogallo (bandiera) | D     | Alex Pinto      |
| 89 | Portogallo (bandiera) | C     | Pedro Santos    |

### Rosa 2023-2024
Aggiornata al 28 gennaio 2024.
| N. |                           | Ruolo | Calciatore              |
| -- | ------------------------- | ----- | ----------------------- |
| 1  | Portogallo (bandiera)     | P     | João Valido             |
| 2  | Guinea (bandiera)         | C     | Morlaye Sylla           |
| 3  | Brasile (bandiera)        | D     | Robson Bambu            |
| 4  | Spagna (bandiera)         | D     | Javi Montero            |
| 5  | Portogallo (bandiera)     | C     | David Simão             |
| 6  | Brasile (bandiera)        | D     | Mateus Quaresma         |
| 7  | Portogallo (bandiera)     | C     | Yusuf Lawal             |
| 8  | Costa d'Avorio (bandiera) | C     | Kouassi Eboue           |
| 9  | Uruguay (bandiera)        | A     | Alfonso Trezza          |
| 10 | Spagna (bandiera)         | C     | Jason                   |
| 11 | Spagna (bandiera)         | C     | Miguel Puche            |
| 12 | Uruguay (bandiera)        | P     | Ignacio de Arruabarrena |
| 13 | Uruguay (bandiera)        | D     | Matías Rocha            |
| 14 | Spagna (bandiera)         | C     | Oriol Busquets          |
| 15 | Bielorussia (bandiera)    | A     | Uladzislaŭ Marozaŭ      |
| 16 | Brasile (bandiera)        | P     | Thiago Silva            |

| N. |                        | Ruolo | Calciatore       |
| -- | ---------------------- | ----- | ---------------- |
| 17 | Ghana (bandiera)       | C     | Yaw Moses        |
| 18 | Stati Uniti (bandiera) | A     | Benji Michel     |
| 19 | Spagna (bandiera)      | A     | Rafa Mújica      |
| 20 | Portogallo (bandiera)  | C     | Pedro Moreira    |
| 22 | Ucraina (bandiera)     | D     | Bohdan Milovanov |
| 23 | Spagna (bandiera)      | A     | Cristo           |
| 25 | Francia (bandiera)     | D     | Yanis Hamache    |
| 26 | Brasile (bandiera)     | D     | Weverson         |
| 28 | Portogallo (bandiera)  | C     | Tiago Esgaio     |
| 43 | Brasile (bandiera)     | C     | Vitinho          |
| 44 | Croazia (bandiera)     | D     | Nino Galović     |
| 89 | Portogallo (bandiera)  | C     | Pedro Santos     |
|    | Spagna (bandiera)      | D     | José Fontán      |
|    | Senegal (bandiera)     | C     | Loum N'Diaye     |
|    | Turchia (bandiera)     | A     | Güven Yalçın     |

### Rosa 2022-2023
Aggiornata al 10 maggio 2023.
| N. |                        | Ruolo | Calciatore              |
| -- | ---------------------- | ----- | ----------------------- |
| 2  | Guinea (bandiera)      | C     | Morlaye Sylla           |
| 3  | Inghilterra (bandiera) | D     | Jerome Opoku            |
| 4  | Venezuela (bandiera)   | D     | José Manuel Velázquez   |
| 5  | Portogallo (bandiera)  | C     | David Simão             |
| 6  | Brasile (bandiera)     | D     | Mateus Quaresma         |
| 7  | Portogallo (bandiera)  | C     | Yusuf Lawal             |
| 8  | Portogallo (bandiera)  | A     | Arsénio                 |
| 9  | Brasile (bandiera)     | A     | Bruno Marques           |
| 10 | Argentina (bandiera)   | A     | Alan Ruiz               |
| 11 | Brasile (bandiera)     | C     | Antony                  |
| 12 | Uruguay (bandiera)     | P     | Ignacio de Arruabarrena |
| 13 | Brasile (bandiera)     | D     | João Basso              |
| 14 | Spagna (bandiera)      | C     | Oriol Busquets          |
| 15 | Palestina (bandiera)   | A     | Oday Dabbagh            |

| N. |                           | Ruolo | Calciatore       |
| -- | ------------------------- | ----- | ---------------- |
| 16 | Brasile (bandiera)        | P     | Thiago Silva     |
| 17 | Ghana (bandiera)          | C     | Yaw Moses        |
| 18 | Stati Uniti (bandiera)    | A     | Benji Michel     |
| 19 | Spagna (bandiera)         | A     | Rafa Mújica      |
| 20 | Portogallo (bandiera)     | C     | Pedro Moreira    |
| 21 | Ucraina (bandiera)        | D     | Bohdan Milovanov |
| 23 | Costa d'Avorio (bandiera) | C     | Ismaila Soro     |
| 25 | Brasile (bandiera)        | D     | Weverson         |
| 28 | Portogallo (bandiera)     | C     | Tiago Esgaio     |
| 43 | Brasile (bandiera)        | C     | Vitinho          |
| 44 | Croazia (bandiera)        | D     | Nino Galović     |
| 64 | Portogallo (bandiera)     | D     | Rafael Fernandes |
| 92 | Portogallo (bandiera)     | P     | João Valido      |

### Rosa 2021-2022
Aggiornata al 29 gennaio 2022.
| N. |                         | Ruolo | Calciatore            |
| -- | ----------------------- | ----- | --------------------- |
| 1  | Brasile (bandiera)      | P     | Victor Braga          |
| 2  | Portogallo (bandiera)   | D     | Diogo Costa           |
| 4  | Colombia (bandiera)     | D     | José Manuel Velázquez |
| 6  | Portogallo (bandiera)   | D     | Quaresma              |
| 7  | Brasile (bandiera)      | C     | André Silva           |
| 8  | Portogallo (bandiera)   | C     | Arsénio               |
| 9  | Brasile (bandiera)      | A     | Heliardo              |
| 10 | RD del Congo (bandiera) | C     | André Bukia           |
| 11 | Brasile (bandiera)      | A     | Adílio Santos         |
| 12 | Brasile (bandiera)      | D     | Gustavo               |
| 13 | Brasile (bandiera)      | D     | João Basso            |
| 14 | Portogallo (bandiera)   | C     | Pité                  |
| 17 | Ghana (bandiera)        | C     | Yaw Moses             |
| 20 | Portogallo (bandiera)   | C     | Pedro Moreira         |

| N. |                       | Ruolo | Calciatore           |
| -- | --------------------- | ----- | -------------------- |
| 21 | Portogallo (bandiera) | C     | Leandro Silva        |
| 22 | Brasile (bandiera)    | D     | Brunão               |
| 29 | Portogallo (bandiera) | D     | Joel                 |
| 30 | Camerun (bandiera)    | P     | Norbert Haymamba     |
| 32 | Francia (bandiera)    | D     | Baptiste Aloé        |
| 39 | Paraguay (bandiera)   | A     | Mauro Caballero      |
| 57 | Ghana (bandiera)      | D     | Frederick Takyi      |
| 60 | Capo Verde (bandiera) | C     | Marco Soares         |
| 72 | Brasile (bandiera)    | D     | Thales Oleques       |
| 77 | Grecia (bandiera)     | C     | Christian Vassilakis |
| 78 | Portogallo (bandiera) | A     | Tiago Araújo         |
| 80 | Ghana (bandiera)      | C     | Lawrence Ofori       |
| 97 | Brasile (bandiera)    | P     | Fernando Castro      |
| 99 | Portogallo (bandiera) | P     | Tomás Fontes         |

### Rosa 2020-2021
Aggiornata al 14 marzo 2021.
| N. |                         | Ruolo | Calciatore            |
| -- | ----------------------- | ----- | --------------------- |
| 1  | Brasile (bandiera)      | P     | Victor Braga          |
| 2  | Portogallo (bandiera)   | D     | Diogo Costa           |
| 4  | Colombia (bandiera)     | D     | José Manuel Velázquez |
| 6  | Portogallo (bandiera)   | D     | Quaresma              |
| 7  | Brasile (bandiera)      | C     | André Silva           |
| 8  | Portogallo (bandiera)   | C     | Arsénio               |
| 9  | Brasile (bandiera)      | A     | Heliardo              |
| 10 | RD del Congo (bandiera) | C     | André Bukia           |
| 11 | Brasile (bandiera)      | A     | Adílio Santos         |
| 12 | Brasile (bandiera)      | D     | Gustavo               |
| 13 | Brasile (bandiera)      | D     | João Basso            |
| 14 | Portogallo (bandiera)   | C     | Pité                  |
| 17 | Ghana (bandiera)        | C     | Yaw Moses             |
| 20 | Portogallo (bandiera)   | C     | Pedro Moreira         |

| N. |                       | Ruolo | Calciatore           |
| -- | --------------------- | ----- | -------------------- |
| 21 | Portogallo (bandiera) | C     | Leandro Silva        |
| 22 | Brasile (bandiera)    | D     | Brunão               |
| 23 | Capo Verde (bandiera) | C     | Júnior Sena          |
| 29 | Portogallo (bandiera) | D     | Joel                 |
| 30 | Camerun (bandiera)    | P     | Norbert Haymamba     |
| 32 | Francia (bandiera)    | D     | Baptiste Aloé        |
| 39 | Paraguay (bandiera)   | A     | Mauro Caballero      |
| 57 | Ghana (bandiera)      | D     | Frederick Takyi      |
| 60 | Capo Verde (bandiera) | C     | Marco Soares         |
| 72 | Brasile (bandiera)    | D     | Thales               |
| 77 | Grecia (bandiera)     | C     | Christian Vassilakis |
| 80 | Ghana (bandiera)      | C     | Lawrence Ofori       |
| 97 | Brasile (bandiera)    | P     | Fernando Castro      |
| 99 | Portogallo (bandiera) | P     | Tomás Fontes         |

### Rosa 2019-2020
Aggiornata al 2 febbraio 2020.
| N. |                       | Ruolo | Calciatore     |
| -- | --------------------- | ----- | -------------- |
| 1  | Portogallo (bandiera) | P     | Rui Vieira     |
| 2  | Portogallo (bandiera) | D     | João Amorim    |
| 3  | Portogallo (bandiera) | D     | Kiko           |
| 4  | Brasile (bandiera)    | D     | Deyvison       |
| 5  | Portogallo (bandiera) | D     | Benny Silvano  |
| 6  | Brasile (bandiera)    | C     | William Soares |
| 7  | Portogallo (bandiera) | A     | Toni Gomes     |
| 8  | Portogallo (bandiera) | C     | Bruno Alves    |
| 9  | Svizzera (bandiera)   | A     | Cephas Malele  |
| 10 | Portogallo (bandiera) | C     | João Graça     |
| 11 | Brasile (bandiera)    | A     | Adílio Santos  |
| 12 | Brasile (bandiera)    | D     | Sanchez Costa  |
| 14 | Brasile (bandiera)    | D     | Gullithi       |
| 17 | Ghana (bandiera)      | C     | Yaw Moses      |

| N. |                         | Ruolo | Calciatore         |
| -- | ----------------------- | ----- | ------------------ |
| 18 | Portogallo (bandiera)   | C     | Didi Silva         |
| 20 | RD del Congo (bandiera) | A     | André Bukia        |
| 22 | Belgio (bandiera)       | C     | Paolino Bertaccini |
| 23 | Capo Verde (bandiera)   | C     | Ericson            |
| 33 | Brasile (bandiera)      | P     | Gabriel Gasparotto |
| 39 | Brasile (bandiera)      | P     | Lucão              |
| 41 | Portogallo (bandiera)   | C     | Pedró              |
| 46 | Cina (bandiera)         | C     | Dinghao Yan        |
| 72 | Brasile (bandiera)      | D     | Thales             |
| 91 | Portogallo (bandiera)   | A     | Fábio Fortes       |
| 92 | Brasile (bandiera)      | D     | Victor Massaia     |
| 94 | Venezuela (bandiera)    | A     | Manuel Arteaga     |
| 99 | Brasile (bandiera)      | A     | Heliardo           |
|    | Brasile (bandiera)      | C     | Willian Dias       |

### Rosa 2018-2019
Aggiornata al 28 gennaio 2019.
| N. |                       | Ruolo | Calciatore     |
| -- | --------------------- | ----- | -------------- |
| 1  | Portogallo (bandiera) | P     | Rui Vieira     |
| 2  | Portogallo (bandiera) | D     | João Amorim    |
| 3  | Portogallo (bandiera) | D     | Kiko           |
| 4  | Brasile (bandiera)    | D     | Deyvison       |
| 5  | Portogallo (bandiera) | D     | Benny Silvano  |
| 6  | Brasile (bandiera)    | C     | William Soares |
| 7  | Portogallo (bandiera) | A     | Toni Gomes     |
| 8  | Portogallo (bandiera) | C     | Bruno Alves    |
| 9  | Svizzera (bandiera)   | A     | Cephas Malele  |
| 10 | Portogallo (bandiera) | C     | João Graça     |
| 11 | Brasile (bandiera)    | A     | Adílio         |
| 12 | Brasile (bandiera)    | D     | Sanchez Costa  |
| 14 | Brasile (bandiera)    | D     | Gullithi       |
| 17 | Ghana (bandiera)      | C     | Yaw Moses      |

| N. |                         | Ruolo | Calciatore         |
| -- | ----------------------- | ----- | ------------------ |
| 18 | Portogallo (bandiera)   | C     | Didi Silva         |
| 20 | RD del Congo (bandiera) | A     | André Bukia        |
| 22 | Belgio (bandiera)       | C     | Paolino Bertaccini |
| 23 | Capo Verde (bandiera)   | C     | Ericson            |
| 33 | Brasile (bandiera)      | P     | Gabriel Gasparotto |
| 39 | Brasile (bandiera)      | P     | Lucão              |
| 41 | Portogallo (bandiera)   | C     | Pedró              |
| 46 | Cina (bandiera)         | C     | Dinghao Yan        |
| 72 | Brasile (bandiera)      | D     | Thales             |
| 91 | Portogallo (bandiera)   | A     | Fábio Fortes       |
| 92 | Brasile (bandiera)      | D     | Victor Massaia     |
| 94 | Venezuela (bandiera)    | A     | Manuel Arteaga     |
| 99 | Brasile (bandiera)      | A     | Heliardo           |
|    | Brasile (bandiera)      | C     | Willian Dias       |

### Rosa 2017-2018
Aggiornata al 14 gennaio 2018.
| N. |                          | Ruolo | Calciatore           |
| -- | ------------------------ | ----- | -------------------- |
| 1  | Brasile (bandiera)       | P     | Rafael Bracalli      |
| 2  | Portogallo (bandiera)    | D     | João Amorim          |
| 3  | Portogallo (bandiera)    | D     | Hugo Basto           |
| 4  | Brasile (bandiera)       | D     | Deyvison             |
| 5  | Portogallo (bandiera)    | D     | Benny Silvano        |
| 6  | Brasile (bandiera)       | D     | Vitor Costa          |
| 7  | Portogallo (bandiera)    | C     | Roberto              |
| 8  | Portogallo (bandiera)    | C     | Nuno Valente         |
| 9  | Guinea-Bissau (bandiera) | A     | Cícero               |
| 10 | Portogallo (bandiera)    | C     | Aleksandar Paločević |
| 11 | Portogallo (bandiera)    | C     | Adílio               |
| 13 | Portogallo (bandiera)    | P     | Igor Rocha           |
| 15 | Venezuela (bandiera)     | D     | Jefre Vargas         |

| N. |                         | Ruolo | Calciatore         |
| -- | ----------------------- | ----- | ------------------ |
| 16 | Ghana (bandiera)        | C     | Barnes Osei        |
| 17 | Ghana (bandiera)        | C     | Yaw Moses          |
| 19 | Portogallo (bandiera)   | A     | Tucka              |
| 20 | RD del Congo (bandiera) | C     | André Bukia        |
| 22 | Belgio (bandiera)       | C     | Paolino Bertaccini |
| 23 | Capo Verde (bandiera)   | C     | Ericson            |
| 26 | Portogallo (bandiera)   | C     | André Santos       |
| 48 | Portogallo (bandiera)   | C     | Bruno Alves        |
| 49 | Portogallo (bandiera)   | A     | Rui Areias         |
| 55 | Brasile (bandiera)      | D     | Nelsinho           |
| 66 | Portogallo (bandiera)   | C     | Nuno Coelho        |
| 70 | Serbia (bandiera)       | P     | Marko Lazarević    |
|    | Brasile (bandiera)      | A     | Lúcio Maranhão     |

### Rosa 2016-2017
Aggiornata al 13 gennaio 2017.
| N. |                          | Ruolo | Calciatore      |
| -- | ------------------------ | ----- | --------------- |
| 1  | Brasile (bandiera)       | P     | Rafael Bracalli |
| 3  | Portogallo (bandiera)    | D     | Hugo Basto      |
| 4  | Venezuela (bandiera)     | D     | José Velázquez  |
| 5  | Brasile (bandiera)       | D     | Anderson Luís   |
| 6  | Brasile (bandiera)       | D     | Vitor Costa     |
| 7  | Portogallo (bandiera)    | C     | Artur           |
| 8  | Brasile (bandiera)       | C     | Adilson Goiano  |
| 9  | Ecuador (bandiera)       | A     | Marlon de Jesús |
| 10 | Portogallo (bandiera)    | C     | Nuno Valente    |
| 11 | Portogallo (bandiera)    | A     | Jorge Intima    |
| 12 | Angola (bandiera)        | A     | Mateus          |
| 13 | Portogallo (bandiera)    | P     | Rui Sacramento  |
| 14 | Capo Verde (bandiera)    | D     | Gegé            |
| 17 | Capo Verde (bandiera)    | A     | Kuca            |
| 20 | Guinea-Bissau (bandiera) | A     | Sancidino Silva |

| N. |                       | Ruolo | Calciatore        |
| -- | --------------------- | ----- | ----------------- |
| 21 | Portogallo (bandiera) | A     | Tucka             |
| 26 | Portogallo (bandiera) | C     | André Santos      |
| 28 | Portogallo (bandiera) | C     | Alex Azevedo      |
| 28 | Portogallo (bandiera) | C     | Alex Azevedo      |
| 33 | Brasile (bandiera)    | D     | Jubal             |
| 37 | Portogallo (bandiera) | P     | Igor Rocha        |
| 50 | Brasile (bandiera)    | C     | Rafael Crivellaro |
| 55 | Brasile (bandiera)    | D     | Nelsinho          |
| 66 | Portogallo (bandiera) | C     | Nuno Coelho       |
| 77 | Brasile (bandiera)    | C     | Karl Júnior       |
| 87 | Portogallo (bandiera) | A     | Zequinha          |
| 95 | Paraguay (bandiera)   | A     | Walter González   |
|    | Brasile (bandiera)    | A     | Keirrison         |
|    | Turchia (bandiera)    | P     | Sinan Bolat       |

### Rosa 2015-2016
| N. |                          | Ruolo | Calciatore       |
| -- | ------------------------ | ----- | ---------------- |
| 1  | Brasile (bandiera)       | P     | Rafael Bracalli  |
| 3  | Portogallo (bandiera)    | D     | Hugo Basto       |
| 4  | Venezuela (bandiera)     | D     | José Velázquez   |
| 5  | Spagna (bandiera)        | D     | Borja López      |
| 6  | Brasile (bandiera)       | D     | Lucas Lima       |
| 7  | Portogallo (bandiera)    | C     | Artur Moreira    |
| 8  | Portogallo (bandiera)    | C     | David Simão      |
| 9  | Argentina (bandiera)     | A     | Agustín Vuletich |
| 10 | Portogallo (bandiera)    | C     | Pintassilgo      |
| 11 | Portogallo (bandiera)    | A     | Ivo Rodrigues    |
| 12 | Angola (bandiera)        | A     | Mateus           |
| 13 | Portogallo (bandiera)    | D     | Jaílson          |
| 14 | Capo Verde (bandiera)    | D     | Gegé             |
| 16 | Guinea-Bissau (bandiera) | D     | Tomás Dabó       |
| 17 | Portogallo (bandiera)    | A     | Roberto          |

| N. |                       | Ruolo | Calciatore        |
| -- | --------------------- | ----- | ----------------- |
| 19 | Brasile (bandiera)    | A     | Caio Rangel       |
| 20 | Brasile (bandiera)    | C     | Karl Vedova       |
| 21 | Portogallo (bandiera) | A     | Tucka             |
| 22 | Brasile (bandiera)    | C     | Adilson           |
| 23 | Portogallo (bandiera) | A     | Hugo Monteiro     |
| 26 | Mali (bandiera)       | D     | Idrissa Coulibaly |
| 30 | Brasile (bandiera)    | C     | Nildo Petrolina   |
| 37 | Portogallo (bandiera) | P     | Igor Rocha        |
| 50 | Portogallo (bandiera) | C     | Nuno Valente      |
| 55 | Brasile (bandiera)    | D     | Nelsinho          |
| 66 | Portogallo (bandiera) | C     | Nuno Coelho       |
| 77 | Brasile (bandiera)    | A     | Leandro           |
| 85 | Portogallo (bandiera) | P     | Rui Sacramento    |
| 95 | Paraguay (bandiera)   | A     | Walter González   |
| 99 | Brasile (bandiera)    | A     | Maurides          |

### Rosa 2014-2015
| N. |                       | Ruolo | Calciatore       |
| -- | --------------------- | ----- | ---------------- |
| 1  | Uruguay (bandiera)    | P     | Mauro Goicoechea |
| 2  | Spagna (bandiera)     | D     | Iván Balliu      |
| 3  | Portogallo (bandiera) | D     | Hugo Basto       |
| 4  | Portogallo (bandiera) | D     | Miguel Oliveira  |
| 6  | Portogallo (bandiera) | C     | David Simão      |
| 7  | Portogallo (bandiera) | C     | Artur Moreira    |
| 8  | Portogallo (bandiera) | C     | André Claro      |
| 9  | Portogallo (bandiera) | C     | Bruno Amaro      |
| 10 | Portogallo (bandiera) | C     | Pintassilgo      |
| 11 | Argentina (bandiera)  | C     | Lucas Colitto    |
| 13 | Portogallo (bandiera) | P     | Rui Sacramento   |
| 14 | Brasile (bandiera)    | D     | Diego Galo       |
| 16 | Portogallo (bandiera) | D     | Tomás Dabó       |

| N. |                       | Ruolo | Calciatore         |
| -- | --------------------- | ----- | ------------------ |
| 21 | Portogallo (bandiera) | A     | Tucka              |
| 22 | Portogallo (bandiera) | D     | Luís Tinoco        |
| 24 | Camerun (bandiera)    | C     | Fabrice Fokobo     |
| 28 | Belgio (bandiera)     | C     | Joris Kayembe Ditu |
| 30 | Brasile (bandiera)    | C     | Nildo Petrolina    |
| 45 | Portogallo (bandiera) | C     | Iuri Medeiros      |
| 50 | Brasile (bandiera)    | A     | Caio Rangel        |
| 55 | Brasile (bandiera)    | D     | Nelsinho           |
| 66 | Portogallo (bandiera) | C     | Nuno Coelho        |
| 71 | Portogallo (bandiera) | A     | Roberto            |
| 91 | Argentina (bandiera)  | A     | Agustín Vuletich   |
| 99 | Portogallo (bandiera) | P     | Igor Rocha         |